# Pontescodogna
Pontescodogna è una frazione del comune di Collecchio, in provincia di Parma; essa comprende la vicina località di Giarola con la sua corte rurale medievale.
La località dista 2,39 km dal capoluogo.

## Geografia fisica
La frazione sorge in posizione pianeggiante ai piedi dei primi rilievi appenninici, sulla sponda destra del fiume Taro, in corrispondenza dell'attraversamento della strada statale 62 della Cisa sul torrente Scodogna.

## Origini del nome
La località deve il suo nome al ponte sul torrente Scodogna attorno al quale il nucleo abitato si sviluppa.

## Storia
Originariamente la località dipendeva dalla vicina Giarola, ove fu costruito tra l'VIII e il IX secolo un presidio fortificato a controllo del guado sul fiume Taro, per volere della casata del nobile franco Ingo. Glariola fu nominata per la prima volta nel 1034 in un rogito di compravendita di terreni, mentre nel 1045 i discendenti di Ingo donarono il castrum con la sua cappella romanica alla badessa Imila del monastero di San Paolo di Parma.
La fortificazione fu rasa al suolo nel 1308 dalle truppe di Giberto III da Correggio, dopo essere stata occupata dai Rossi e dai Lupi cacciati da Parma; sopravvissero alla distruzione la cappella e l'ampia corte agricola realizzata dalle benedettine, che ne mantennero il possesso fino alla confisca napoleonica del 1811.
Durante la seconda guerra mondiale nella piccola località di Pontescodogna fu costruita una polveriera, che fu bombardata dagli aerei alleati nel luglio del 1944. Tra il 27 e il 29 aprile 1945 nella sede del comando della Força Expedicionária Brasileira di Pontescodogna si svolsero le trattative di resa delle truppe tedesche al termine della battaglia della Sacca di Fornovo, che pose fine alla guerra nel Parmense; la consegna di oltre 15 000 ufficiali e soldati germanici si concluse il 30 aprile.
La località fu elevata al rango di frazione nel 2000, in seguito alla costruzione, a ovest della strada statale, di un nuovo quartiere residenziale, che ne ampliò notevolmente l'estensione.

## Monumenti e luoghi d'interesse

### Chiesa di San Nicomede

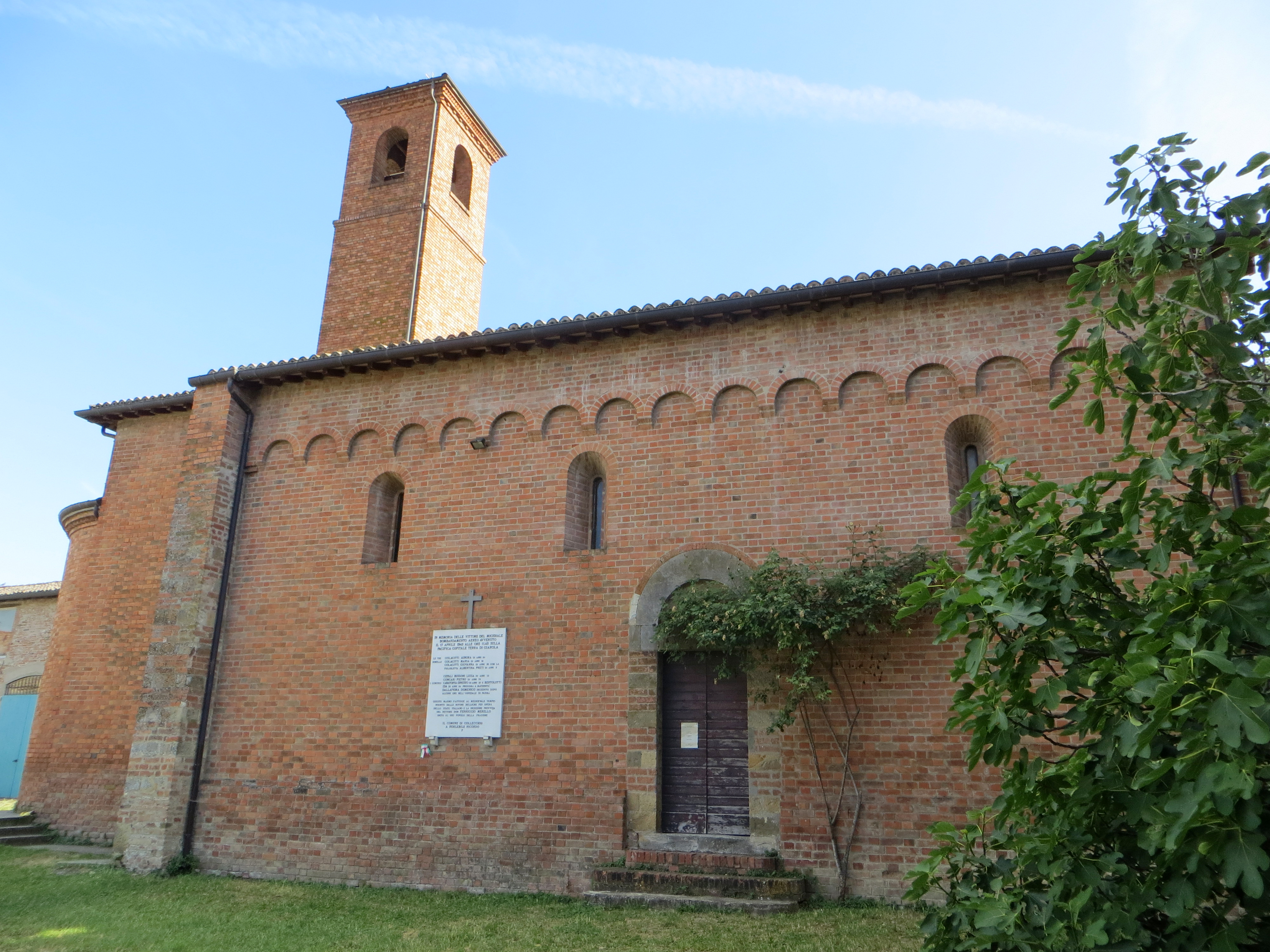
Chiesa di San Nicomede

Edificata originariamente in stile romanico all'interno della corte di Giarola, all'epoca appartenente al monastero di San Paolo di Parma, la chiesa fu menzionata per la prima volta in una donazione del 1045; modificata nel 1760 in stile neoclassico, fu quasi completamente distrutta dai bombardamenti alleati della seconda guerra mondiale; ricostruita nel 1950 nelle originarie forme romaniche, fu restaurata nel 2014; il luogo di culto, sede parrocchiale a servizio della frazione di Pontescodogna, conserva della struttura primitiva parte dei muri esterni, decorati con un motivo ad archetti pensili in cotto; all'interno ospita alcune opere di pregio risalenti al XVII e XVIII secolo.

### Corte di Giarola

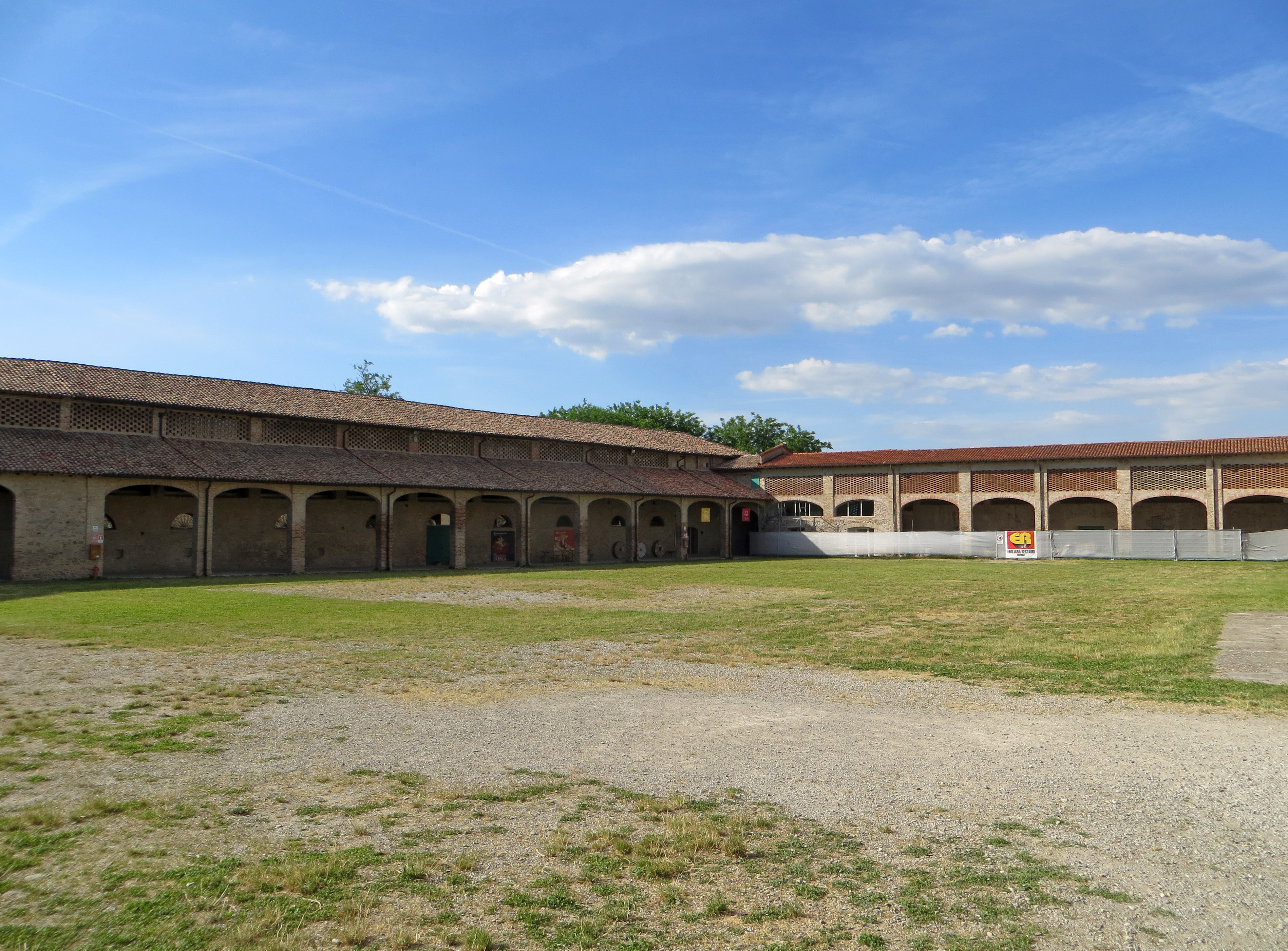
Corte di Giarola

Costruita originariamente tra l'VIII e il IX secolo quale presidio fortificato per volere della casata del nobile franco Ingo, la struttura fu menzionata per la prima volta nel 1034 in un rogito; donata nel 1045 dai discendenti di Ingo al monastero di San Paolo di Parma, fu trasformata dalle monache in una corte rurale indipendente, dotata di abitazioni, stalle, caseificio, mulino e chiesa romanica interna; modificata e ampliata a più riprese nei secoli successivi, fu confiscata nel 1811 dal governo napoleonico e affittata a imprenditori agricoli; acquistata alla fine del XIX secolo dalla famiglia Montagna, fu adibita a fabbrica di conserva e caseificio con annesso allevamento di suini; danneggiata dai bombardamenti degli aerei alleati del 1945, fu in parte alienata nel 1957 all'imprenditore Ercole Azzali; caduta in degrado dopo la cessazione dell'attività industriale, nel 1998 fu comprata dall'Ente Parco Fluviale Regionale del Taro, poi Ente di Gestione per i Parchi e la Biodiversità Emilia Occidentale, che ne avviò i lavori di ristrutturazione adibendone una parte a propria sede; al suo interno il grande edificio ospita inoltre il Museo del pomodoro, il Museo della pasta, il Museo del Parco del Taro, il Teatro alla Corte, due sale convegni e un ristorante.

### Monumento ai caduti brasiliani
Eretto in ricordo dei caduti della Força Expedicionária Brasileira durante la seconda guerra mondiale, il cippo monumentale sorge al centro della frazione, a lato della strada statale della Cisa.

### Villa Montagna
Edificata in stile liberty verso il 1920 per volere dell'imprenditore conserviero Giuseppe Montagna, all'epoca proprietario della vicina corte di Giarola, la villa, progettata dagli architetti Ennio Mora e Alfredo Provinciali, sorge all'interno di un parco ai margini del centro abitato.

### Vivaio forestale Scodogna
Istituito nel 1996 dalla Regione Emilia-Romagna, il vivaio, gestito dall'ente Parco naturale regionale dei Boschi di Carrega, si estende per circa 17 ettari e comprende una stazione di compostaggio e un laboratorio per la ricerca e lo sviluppo sostenibile.

## Infrastrutture e trasporti
La frazione, attraversata da nord-est a sud-ovest dalla strada statale 62 della Cisa, sorge in corrispondenza del suo innesto con la tangenziale di Collecchio.